# Gulács
Gulács ist eine ungarische Gemeinde im Kreis Vásárosnamény im Komitat Szabolcs-Szatmár-Bereg.

## Geografische Lage
Gulács liegt gut 12 Kilometer südöstlich der Kreisstadt Vásárosnamény, 12 Kilometer nordwestlich der Stadt Fehérgyarmat,
am rechten Ufer der Theiß. Nachbargemeinden sind Tivadar, Tarpa, Hetefejércse und Jánd.

## Geschichte
Die erste Erwähnung des Ortes ist im Schriftverkehr der Familie Zichy zu finden. Sie stammt aus dem Jahre 1327.
Bis 1923 gehörte der Ort zum Komitat Bereg und dann mit seiner Bildung zum Komitat Szatmár, Ugocsa und Bereg. Zwischenzeitlich, von 1938 bis 1945, war Gulács Teil des Komitates Bereg és Ugocsa k.e.e. Mit der Gebietsreform von 1950 wurde der Ort dem Komitat Szabolcs-Szatmár zugeordnet.
1948 und 2001 überschwemmte die Theiß den Ort und verursachte große Schäden.

## Gemeindepartnerschaften
- Čičarovce, Slowakei, seit 1999

## Sehenswürdigkeiten
- Grabstätte von István Gulácsy (1866–1941)
- Kelemen-Mikes-Gedenkrelieftafel (Mikes Kelemen-dombormű), erschaffen von Lajos Imre Nagy
- Reformierte Kirche, erbaut in der ersten Hälfte des 19. Jahrhunderts
- Römisch-katholische Kapelle Boldog Kalkuttai Teréz
- Weltkriegsdenkmal (II. világháború hősi halottjainak emlékműve), erschaffen von Lajos Imre Nagy
- 250 ha großer Eschenwald

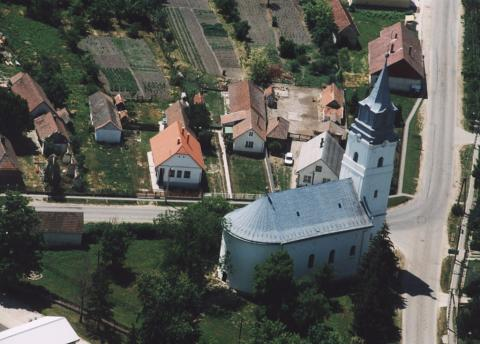
Blick auf die ref. Kirche
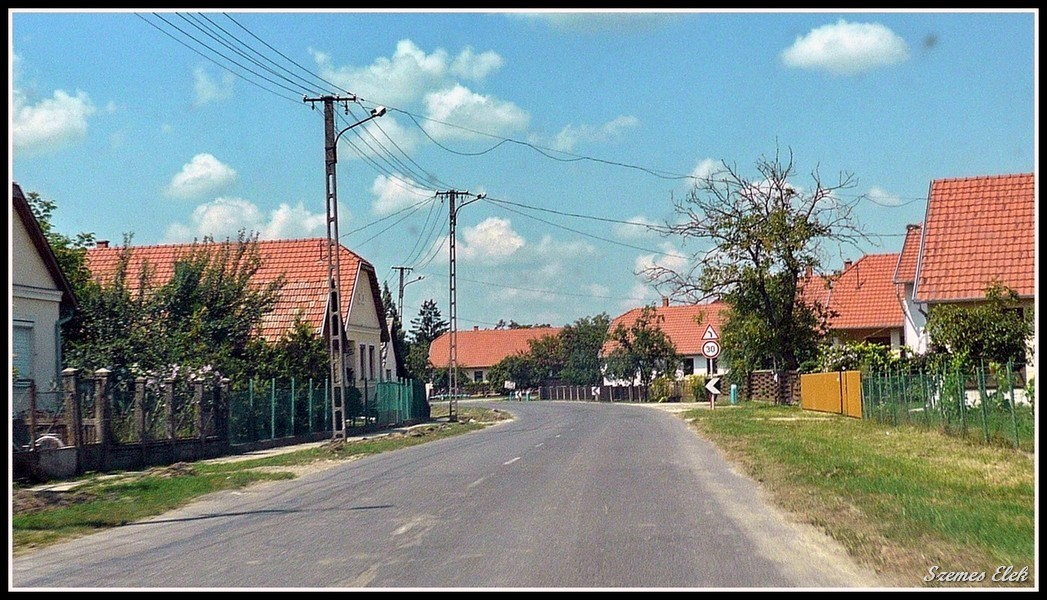
Gulács

## Verkehr
In Gulács treffen die Landstraßen Nr. 4113 und Nr. 4126 aufeinander.
Es bestehen Busverbindungen über Jánd nach Vásárosnamény, wo sich der nächstgelegene Bahnhof befindet, sowie über Tarpa, Tivadar und Kisar nach Fehérgyarmat.